# Estación de Riba-roja de Túria
Ribarroja del Turia es una estación de la línea 9 de Metrovalencia. Se ubica paralela a la calle de la Señera, mientras que la antigua estación de Renfe perteneciente a la línea Valencia-Liria se encontraba en la intersección de las calles de Salvador Bigorra y la del Cristo de los Afligidos.

## Historia
La estación original se inauguró el 7 de noviembre de 1889, formando parte de la primitiva línea Valencia-Liria y luego línea C-4 de Cercanías Valencia. El 1 de enero de 1985 pasó a ser estación terminal de la línea. Más tarde, el 31 de marzo de 2005, se cerró definitivamente como estación de Cercanías para permitir el desarrollo de las obras de conversión a línea de metro, las cuales finalizaron el 6 de marzo de 2015, dando lugar a la estación actual.